# Superliga da Colômbia de Futebol de 2024
A Superliga da Colômbia de 2024 (oficialmente Superliga Betplay Dimayor 2024, por questões contratuais de patrocínio) foi a décima terceira edição do torneio. Uma competição colombiana de futebol, organizada pela Divisão Maior do Futebol Colombiano (DIMAYOR) que reuniu as equipes campeãs dos Torneios Apertura e Finalización do Campeonato Colombiano do ano anterior. A competição foi decidida em dois jogos, disputados em 19 e 24 de janeiro de 2024.
O Millonarios corou-se campeão da Superliga pela segunda vez após vencer o Junior por 2–1 no placar agregado dos dois jogos.

## Participantes
| Clube       | Cidade       | Classificação                                                   | Participação |
| ----------- | ------------ | --------------------------------------------------------------- | ------------ |
| Millonarios | Bogotá       | Campeão do Torneo Apertura do Campeonato Colombiano de 2023     | 3ª           |
| Junior      | Barranquilla | Campeão do Torneo Finalización do Campeonato Colombiano de 2023 | 4ª           |

## Regulamento
Os times participantes disputaram um "mata-mata" pelo título da Superliga de 2024 em partidas de ida e volta. Em caso de empate em pontos ao final dos dois jogos, a definição do campeão seria no saldo de gols, e caso fosse necessário, na disputa por pênaltis.

## Partidas
| 19 de janeiro de 2024 | Junior de Barranquilla | 1 – 0  | Millonarios | Barranquilla                                                        |  |
| 20:00                 | Bacca 75' (pen.)       | Súmula |             | Estádio: Estádio Metropolitano Roberto Meléndez Árbitro: Diego Ruiz |  |

| 24 de janeiro de 2024 | Millonarios               | 2 – 0 (2–1 agr.) | Junior de Barranquilla | Bogotá                                            |  |
| 20:00                 | Giordana 53' · Castro 83' | Súmula           |                        | Estádio: Estádio El Campín Árbitro: Wilmar Roldán |  |

Millonarios venceu por 2–1 no agregado.

## Premiação
| Superliga da Colômbia de 2024    |
| -------------------------------- |
| Millonarios Campeão (2.º título) |